# برونو بياو
برونو بياو (3 أكتوبر 1995 في البرازيل - ) هو لاعب كرة قدم برازيلي في مركز الهجوم يلعب في نادي الإمارات. لعب مع نادي إنترناسيونال.

## روابط خارجية
- برونو بياو على موقع دوري كوريا الجنوبية (الإنجليزية)
- برونو بياو على موقع قاعدة بيانات كرة القدم.إي يو (الإنجليزية)
- برونو بياو على موقع Soccerway.com (الإنجليزية)